# Tonopah and Tidewater Railroad

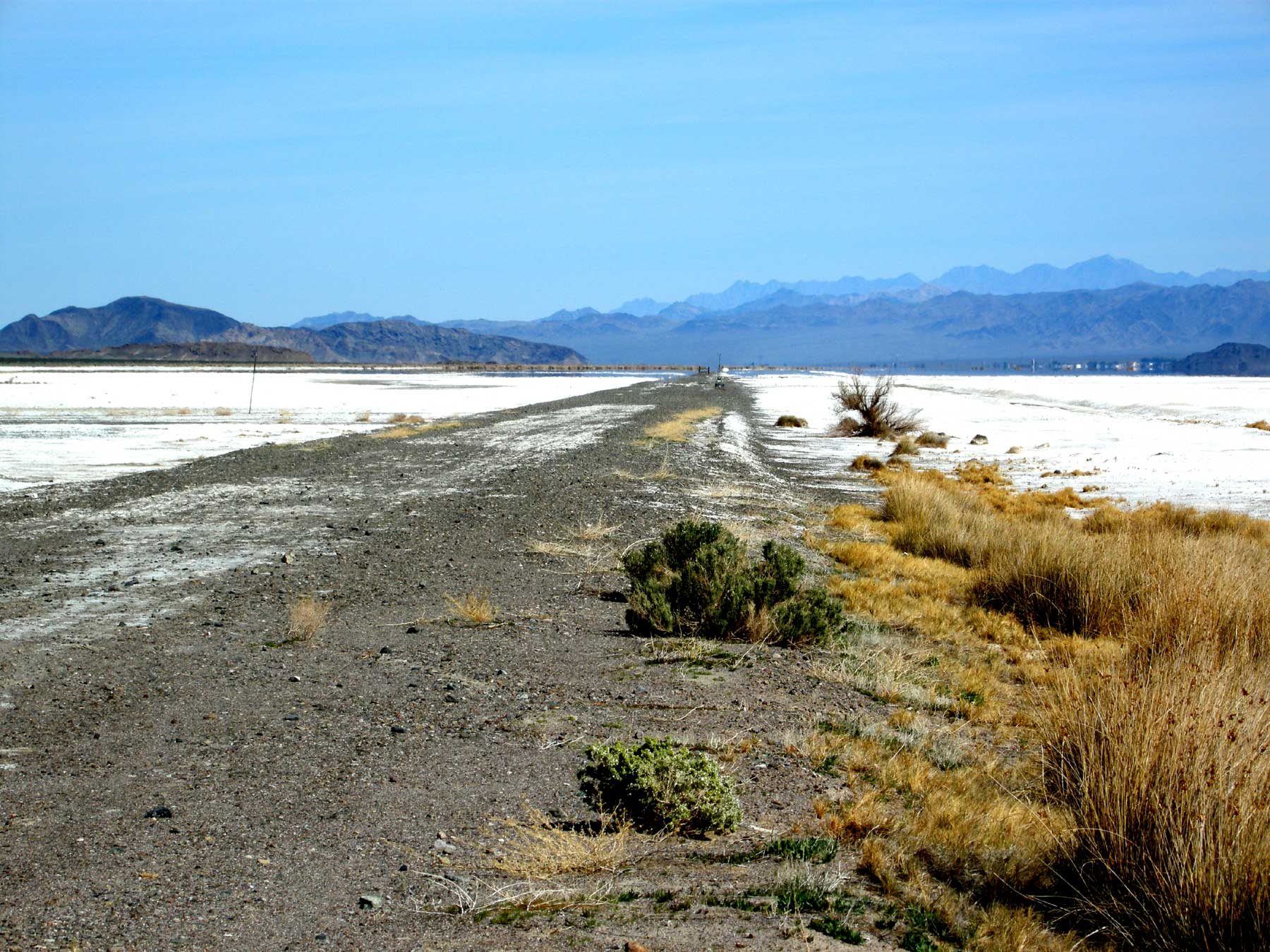
Il sedime abbandonato della Tonopah and Tidewater Railroad attraverso il lago Soda.

La Tonopah and Tidewater Railroad era una ferrovia adibita principalmente a trasporto merci che si estendeva per circa 338 km attraversando il deserto del Mojave. La ferrovia fu costruita da Francis Marion Smith, soprannominato il "re del borace", e dalla sua compagnia la Pacific Coast Borax Company con l'obbiettivo primario di trasportare il borace estratto dalle miniere ma anche per il trasporto di altri minerali tra cui l'oro.
Partendo dalla stazione di Ludlow della Atchison, Topeka and Santa Fe Railway attraversava la valle della Morte e la Amargosa Valley terminando nelle cittadine minerarie di Tonopah e Goldfield, nella contea di Nye, in Nevada.
Non raggiunse tuttavia mai Tidewater nel sud della California limitandosi all'interscambio con la Union Pacific a Crucero e con la Santa Fe a Ludlow.
I lavori di costruzione ebbero inizio il 30 luglio del 1905 e il suo armamento con rotaie da 50 e 65 libbre/m cominciò il 19 novembre. Il completamento dei lavori avvenne alla fine di ottobre del 1907 una volta raggiunta Gold Center in Nevada. Da qui la T&T poteva raggiungere Beatty, in Nevada mediante un accordo per utilizzare il tracciato della Bullfrog Goldfield Railroad.
Il calo della richiesta di minerale attorno agli anni trenta provocò la dismissione di alcune tratte.
Nel 1940 l'intera linea era fuori servizio. L'abbandono della concessione venne formalizzato ufficialmente il 3 dicembre del 1946.
Le località servita dalla ferrovia erano Gold Center, Ashton e Leeland (in Nevada) e Jenifer, Scranton, Bradford, Death Valley Junction, Evelyn, Gerstley, Shoshone, Zabriskie, Tecopa, Acme, Sperry, Dumont, Valjean, Riggs, Silver Lake, Baker, Soda, Resor, Crucero, Mesquite, Broadwell e Ludlow (in California).